# 夏爾·戴高樂-星形站
夏爾·戴高樂-星形站（法語：Charles de Gaulle - Étoile）是巴黎地鐵及區域快鐵的車站，以法國總統夏爾·戴高樂及星形广场來命名，附近為巴黎凱旋門等景點。巴黎地鐵6號線在本站可透過通道與巴黎地鐵1號線東行月台進行跨月台轉車。

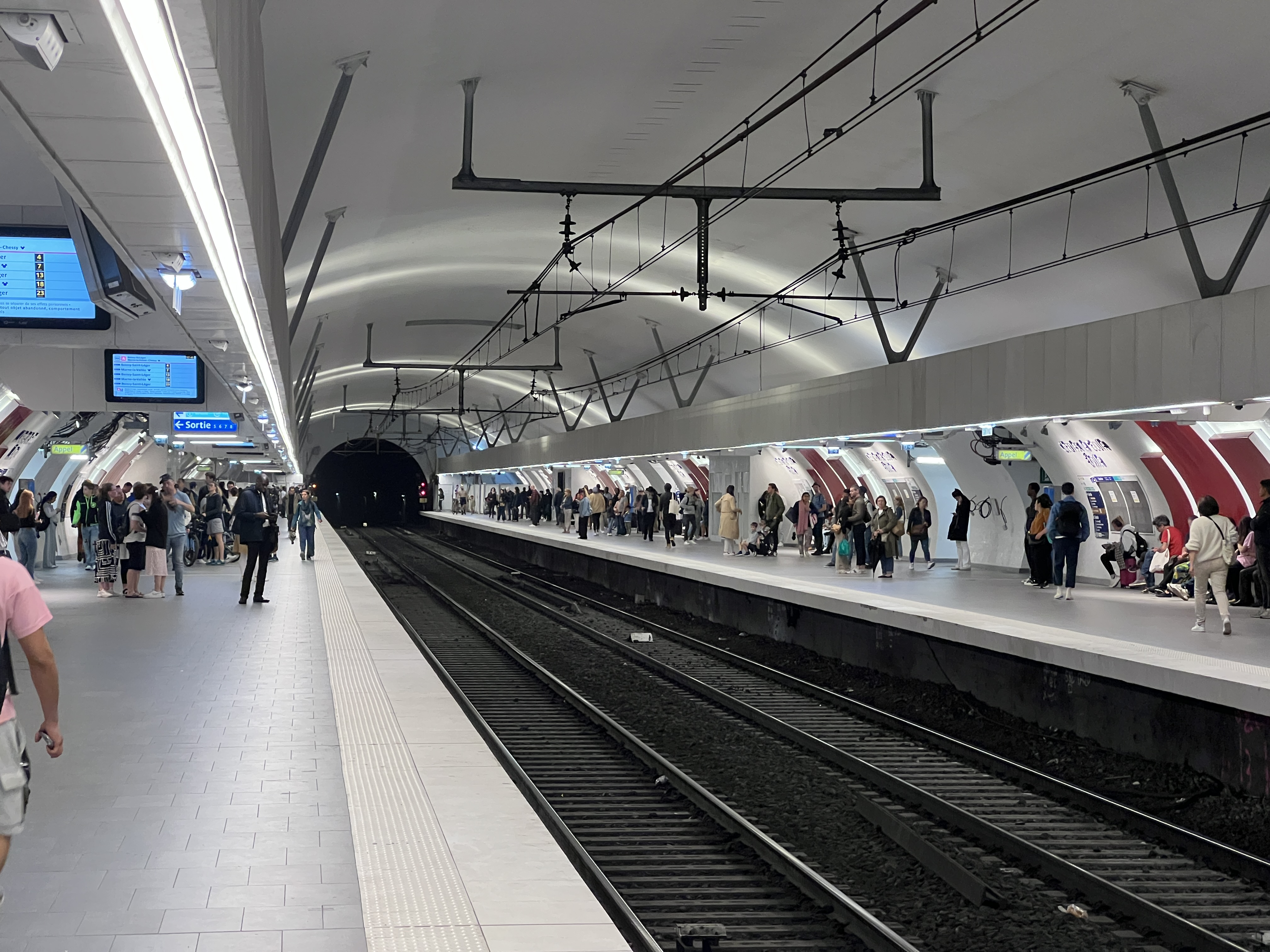
RER A線月台 (2024年5月)

## 車站結構
| 街道 |                                  | Accesses                         |
| B1   |                                  | 月台連結夾層，RER轉乘通道        |
| B2   | 設有月台幕門的側式月台，右側開門 | 設有月台幕門的側式月台，右側開門 |
| B2   | 西行                             | 往拉德芳斯 （阿根廷）            |
| B2   | 東行                             | 往文森城堡 （喬治五世）          |
| B2   | 設有月台幕門的側式月台，右側開門 |                                  |
| B2   | 側式月台，兩側開門（上車月台）   |                                  |
| B2   | 南行                             | 往民族 （克勒貝爾）              |
| B2   | 側式月台，兩側開門（下車月台）   |                                  |
| B3   | 側式月台，右側開門               | 側式月台，右側開門               |
| B3   | 南行                             | 往太子妃门 （維克多·雨果）       |
| B3   | 北行                             | 往民族廣場（泰尔讷）             |
| B3   | 側式月台，右側開門               |                                  |

## 附近
- 巴黎凱旋門
- 戴高樂廣場